# Andre Drummond
Andre Jamal Drummond (Mount Vernon, 10 agosto 1993) è un cestista statunitense che gioca nel ruolo di centro nella NBA per i Philadelphia 76ers.

## Biografia
Drummond è nato a Mount Vernon da genitori giamaicani.

## Caratteristiche tecniche
Gioca come centro ed è uno dei migliori rimbalzisti della lega NBA, oltre a essere un buon stoppatore. Nonostante qualche miglioramento mostrato dal 2017, è debole nei tiri liberi e spesso è vittima dell'hack-a-Shaq.

## Carriera

### High school
Drummond iniziò la sua carriera alla high school alla Capital Preparatory Magnet School a Hartford, Connecticut. Durante il suo anno da freshman mise a segno 12,7 punti, 11,9 rimbalzi e 6,5 stoppate di media a partita. L'anno successivo riuscì a migliorarsi aumentando le sue statistiche a 20.2 punti, 16.6 rimbalzi e 7.2 stoppate di media a partita aggiungendo anche 4.5 palle rubate. Dopo due anni giocati alla Capital Preparatory si trasferì alla St. Thomas More a Oakdale, Connecticut. La sua esperienza nella nuova scuola fu positiva giacché la condusse al campionato nazionale nel 2011 per poi diplomarsi quello stesso anno.

### College
Andre giocò a livello college all'University of Connecticut nota come UConn. Durante il suo primo anno partecipò a 34 partite, di cui 30 in quintetto iniziale mettendo a segno 28,4 punti, 10 rimbalzi e 7,6 assist a partita. Fu dunque il miglior rimbalzista della squadra, miglior stoppatore (2,7 a gara) e il giocatore con miglior percentuale dal campo (53,8%). Per due volte mise a segno 20+ punti durante la stagione, per esempio contro Holy Cross, partita in cui segnò 24 punti registrando 11/12 FG. La stagione però non ebbe grande fortuna in quanto UConn venne sconfitta al primo round del torneo NCAA contro Iowa State partita in cui Drummond fu espulso per sei falli mettendo a segno solo due punti.
Un mese dopo, avendo giocato una sola stagione a livello college, dichiarò di partecipare al Draft NBA 2012.

### NBA (2012-)

#### Detroit Pistons (2012-2020)

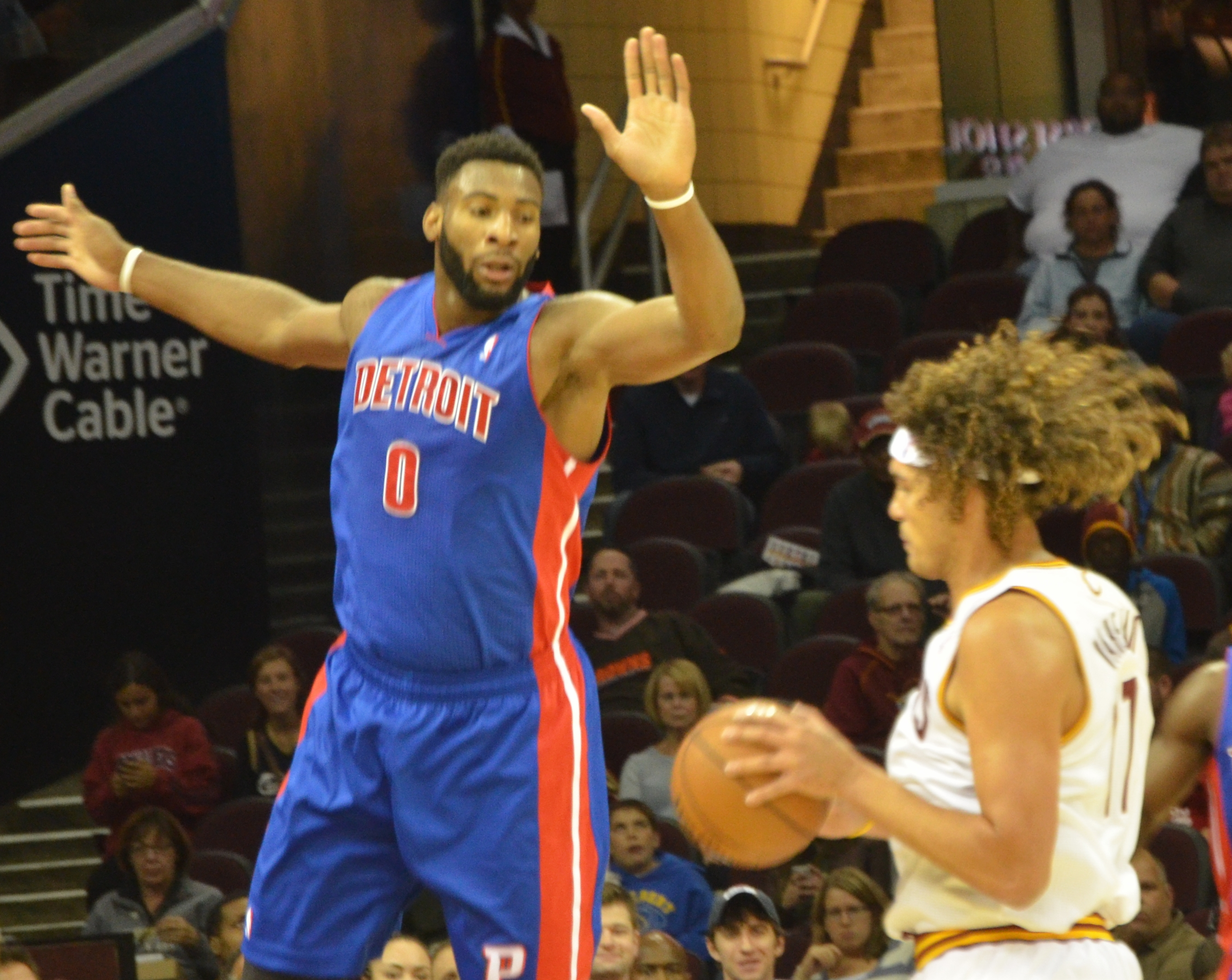
Drummond contro Anderson Varejão

Andre Drummond fu selezionato dai Detroit Pistons alla nona scelta assoluta del Draft 2012. Nella sua stagione da rookie divenne subito uno dei giocatori migliori della squadra mettendo a segno 7,9 punti, 7,6 rimbalzi, 1 rubata e 1,6 stoppate di media in soli 20,7 minuti a partita. Il 13 maggio 2013 l'NBA lo inserì nell'All-Rookie second team. Quell'anno inoltre si classificò quarto alla premiazione del rookie dell'anno accumulando 36 punti (contro i 605 di Damian Lillard che vinse il premio quell'anno).
Nella stagione 2013-14 mise a segno la sua prima partita con 20 rimbalzi e 20 punti (con anche 2 stoppate) nella sconfitta contro i New Orleans Pelicans per 103-101. Il 14 febbraio fu nominato MVP dell'NBA Rising Stars Challenge avendo messo a segno 30 punti e 25 rimbalzi (di cui 14 offensivi e 11 difensivi) in 29 minuti. Il 3 marzo nella gara contro i New York Knicks registrò un nuovo record personale catturando 26 rimbalzi e segnando anche 17 punti.
Nella stagione 2014-15 il suo season high di rimbalzi fu di 25 nella sconfitta contro i Golden State Warriors in cui segnò anche 22 punti, registrando così la sua quarta partita con almeno 20 punti e almeno 20 rimbalzi delle prime due stagioni giocate. Il 29 marzo nella sconfitta contro i Miami Heat segnò 32 punti che rappresentavano il suo massimo di carriera.

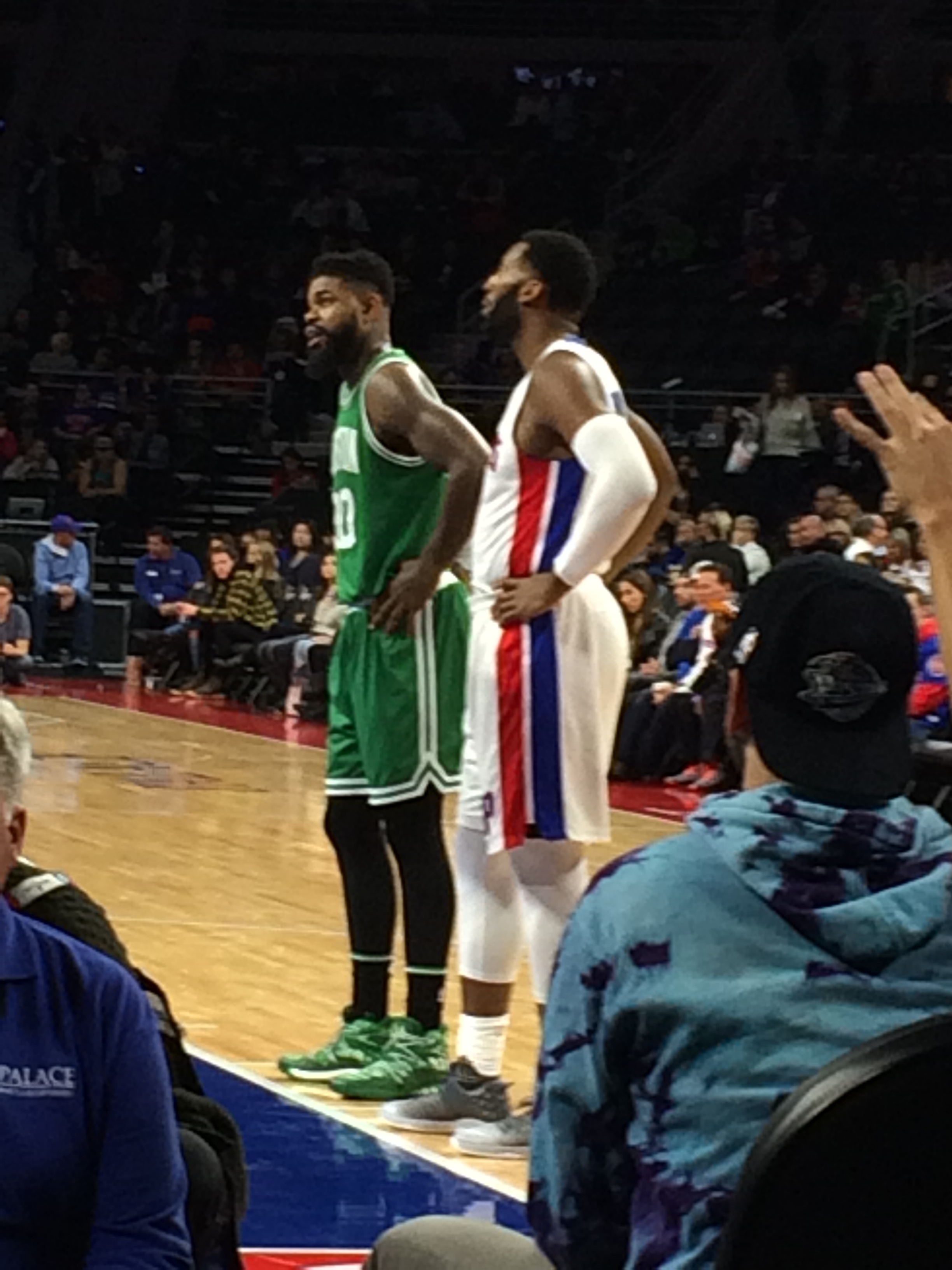
Drummond (destra) nel 2016 prima di un tiro libero con Amir Johnson

Nella stagione 2015-16 realizzò 3 doppie doppie nelle prime tre gare, per altro vinte dai Pistons che non iniziavano la stagione con un record di 3-0 dalla stagione 2008-09. Così facendo Andre eguagliò il record di franchigia di Ben Wallace che nella stagione 2004-05 altrettanto registrò tre doppie doppie. Venne nominato NBA Player of the Week della Eastern Conference nella prima settimana di gioco con 18,7 punti, 16,3 rimbalzi e 2 stoppate di media. Il 3 novembre segnò 25 punti e il suo attuale career-high di 29 rimbalzi nella sconfitta contro gli Indiana Pacers. L'8 novembre realizzò 29 punti e 27 rimbalzi nella vittoria contro i Portland Trail Blazers. Diventò dunque il terzo giocatore di sempre, dopo Wilt Chamberlain e Kareem Abdul-Jabbar, a completare tre partite da 20 punti e 20 rimbalzi nelle prime sei gare stagionali. Nei primi sei incontri Drummond mise a segno 20,3 punti e 20,3 rimbalzi di media a partita, numeri che non si vedevano in NBA da Chamberlain nel 1970. Per queste statistiche venne nominato nuovamente giocatore della settimana dell'Est diventando il primo giocatore dei Pistons a vincere il premio per due settimane consecutive. Durante le prime sei gare mise a segno 6 doppie doppie consecutive, l'ultimo giocatore dei Pistons a riuscirci fu Bill Laimbeer nel 1986/1987 e inoltre i suoi rimbalzi totali furono 122 massimo di sempre, dopo i 120 di Dennis Rodman nella stagione 1993/1994. Dopo altre due gare, Drummond riuscì a battere un altro record diventando il primo giocatore a realizzare almeno 150 punti e 150 rimbalzi nelle prime otto gare dopo Kareem Abdul-Jabbar che mise a segno 224 punti e 154 rimbalzi nel 1975/1976. Il 21 novembre nella sconfitta dei Detroit Pistons contro gli Washington Wizards Drummond pose fine alla sua striscia di 11 doppie doppie consecutive nelle undici gare iniziali, divenendo il primo giocatore dei Pistons a realizzare un simile record dopo Dave DeBusschere che nel 1966/1967 ne registrò 13.

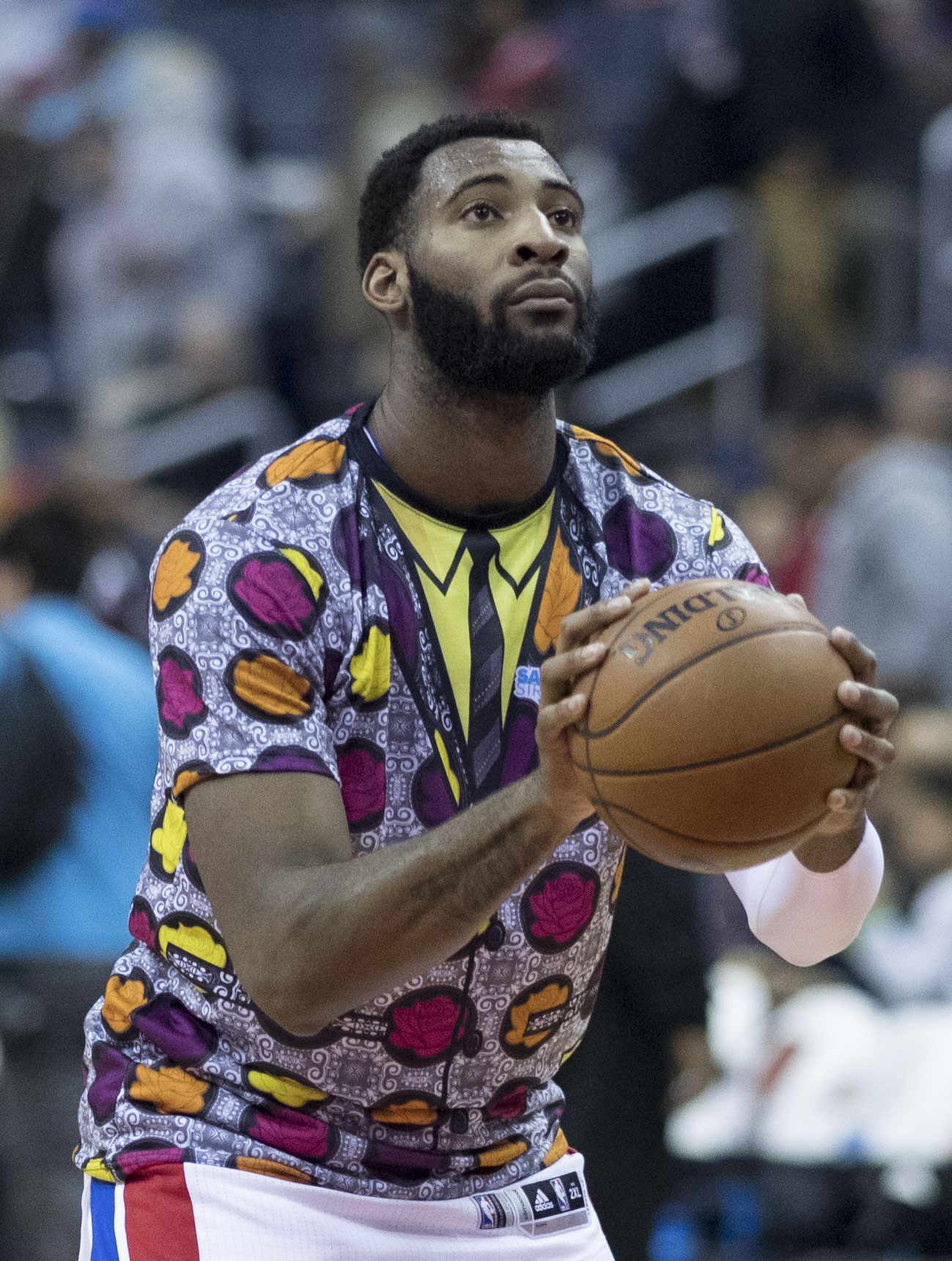
Drummond mentre si appresta a tirare un tiro libero nel dicembre 2016

Il 18 dicembre mise a segno il suo attuale career-high di punti segnandone 33 nella vittoria contro i Chicago Bulls dopo quattro over time, catturando anche 21 rimbalzi. Divenne quindi il primo giocatore dei Pistons a realizzare almeno 30 punti e 20 rimbalzi dopo Dennis Rodman nel 1990-91. Il 26 dicembre completò la sua quinta partita stagionale da 20 punti e 20 rimbalzi (con 22-22) nella sconfitta contro i Boston Celtics. Il 20 gennaio in occasione della vittoria contro gli Houston Rockets stabilisce il suo career high di tentativi di tiri liberi arrivando a tirarne addirittura 36 (realizzandone solo 13,  record negativo di errori ai liberi di sempre in NBA superando Wilt Chamberlain che il 1º dicembre 1967 ne sbagliò 22.) che rappresenta l'attuale season high della stagione (il precedente era di 34 di DeAndre Jordan) e il terzo di tutti i tempi (al primo posto c'è Dwight Howard con due partite con 39 free throws attempts). Viste le sue buone prestazioni Drummond partecipò (tra le riserve) all'All-Star Game 2016; era dai tempi di Grant Hill nel 2000 che un giocatore scelto al Draft dai Pistons non andava all'ASG, mentre l'ultimo che andò all'ASG da giocatore della franchigia di Detroit fu Allen Iverson nel 2009.
Alla fine dell'anno ottenne il riconoscimento di miglior rimbalzista della stagione con 14,8 rimbalzi a partita.

#### Cleveland Cavaliers e Los Angeles Lakers (2020-2021)
Il 6 febbraio 2020 viene ceduto ai Cleveland Cavaliers in cambio di John Henson, Brandon Knight e scelte future.
Il 28 marzo 2021 passa ai Los Angeles Lakers tramite il mercato dei buyout.

#### Philadelphia 76ers (2021-2022)
Il 3 agosto 2021 firma un contratto di 1 anno per i Philadelphia 76ers.

#### Brooklyn Nets (2022)
Il 22 febbraio 2022 è stato scambiato insieme a Ben Simmons, Seth Curry e due future scelte al secondo giro ai Brooklyn Nets, in cambio di James Harden e Paul Millsap. Ha esordito quattro giorni dopo con 11 punti e 9 rimbalzi nella vittoria per 109-85 contro i Sacramento Kings.

#### Chicago Bulls (2022-)
Nel corso della free agency ha firmato un contratto biennale con i Chicago Bulls.

### Nazionale
Nell'estate del 2010 vinse la medaglia d'oro con la Nazionale USA ai campionati del mondo FIBA Under 17 giocando anche nella finale contro la Polonia vinta dal Team USA per 111-80.
Partecipò ai Mondiali 2014 FIBA con la propria nazionale. Il Team USA vinse il torneo e Andre giocò otto partite tenendo di media 3 punti e 2,5 rimbalzi di media.

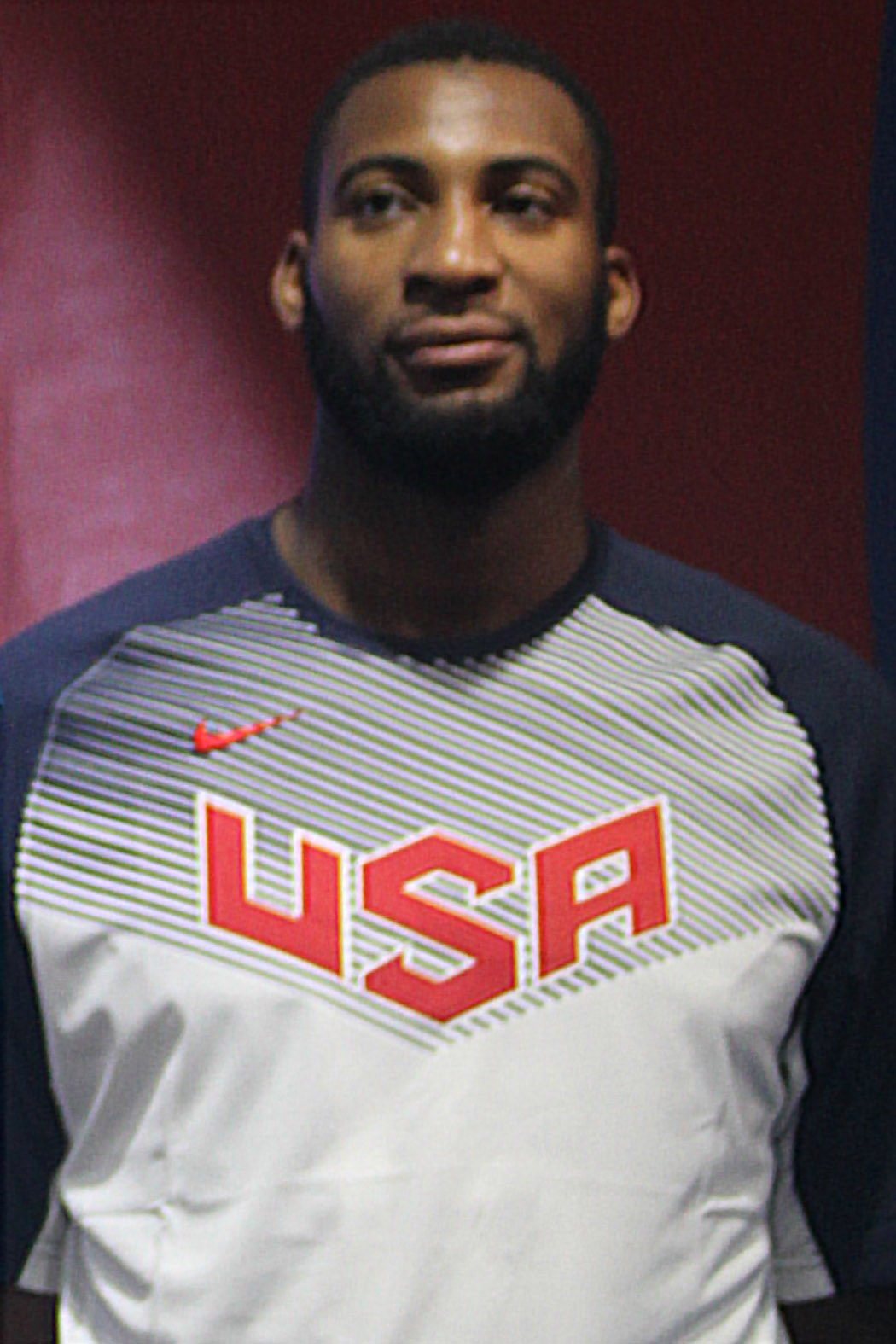
Drummond con la tenuta della nazionale nel 2014

Il 18 gennaio 2016 viene inserito nella lista dei 30 giocatori candidati a partecipare alle Olimpiadi estive del 2016 a Rio de Janeiro per il Team USA. Alla fine dei conti non figurò nei 12 nomi finali del roster che andò a Rio.

## Statistiche
| * | Primo nella lega |

### NCAA
| Anno      | Squadra       | PG | PT | MP   | TC%  | 3P% | TL%  | RP  | AP  | PRP | SP  | PP   |
| --------- | ------------- | -- | -- | ---- | ---- | --- | ---- | --- | --- | --- | --- | ---- |
| 2011-2012 | UConn Huskies | 34 | 30 | 28,4 | 60,8 | 0,0 | 29,5 | 7,6 | 0,4 | 0,8 | 2,7 | 10,0 |
| Carriera  | Carriera      | 34 | 30 | 28,4 | 60,8 | 0,0 | 29,5 | 7,6 | 0,4 | 0,8 | 2,7 | 10,0 |

#### Massimi in carriera
- Massimo di punti: 24 vs Holy Cross (18 dicembre 2011)[31]
- Massimo di rimbalzi: 14 (2 volte)
- Massimo di assist: 3 vs Rutgers (7 gennaio 2012)
- Massimo di palle rubate: 4 vs Fairfield (22 dicembre 2011)
- Massimo di stoppate: 7 (2 volte)
- Massimo di minuti giocati: 40 vs Villanova (20 febbraio 2012)

### NBA

#### Regular Season
| Anno      | Squadra             | PG  | PT  | MP   | TC%  | 3P%  | TL%  | RP    | AP  | PRP | SP  | PP   |
| --------- | ------------------- | --- | --- | ---- | ---- | ---- | ---- | ----- | --- | --- | --- | ---- |
| 2012-2013 | Detroit Pistons     | 60  | 10  | 20,7 | 60,8 | 50,0 | 37,1 | 7,6   | 0,5 | 1,0 | 1,6 | 7,9  |
| 2013-2014 | Detroit Pistons     | 81  | 81  | 32,3 | 62,3 | 0,0  | 41,8 | 13,2  | 0,4 | 1,2 | 1,6 | 13,5 |
| 2014-2015 | Detroit Pistons     | 82  | 82  | 30,5 | 51,4 | 0,0  | 38,9 | 13,5  | 0,7 | 0,9 | 1,9 | 13,8 |
| 2015-2016 | Detroit Pistons     | 81  | 81  | 32,9 | 52,1 | 33,3 | 35,5 | 14,8* | 0,8 | 1,5 | 1,4 | 16,2 |
| 2016-2017 | Detroit Pistons     | 81  | 81  | 29,7 | 53,0 | 28,6 | 38,6 | 13,8  | 1,1 | 1,5 | 1,1 | 13,6 |
| 2017-2018 | Detroit Pistons     | 78  | 78  | 33,7 | 52,9 | 0,0  | 60,5 | 16,0* | 3,0 | 1,5 | 1,6 | 15,0 |
| 2018-2019 | Detroit Pistons     | 79  | 79  | 33,5 | 53,3 | 13,2 | 59,0 | 15,6* | 1,4 | 1,7 | 1,7 | 17,3 |
| 2019-2020 | Detroit Pistons     | 49  | 48  | 33,8 | 53,0 | 4,8  | 58,4 | 15,8* | 2,8 | 2,0 | 1,7 | 17,8 |
| 2019-2020 | Cleveland Cavaliers | 8   | 8   | 28,1 | 55,2 | 28,6 | 51,3 | 11,1* | 1,8 | 1,5 | 1,4 | 17,5 |
| 2020-2021 | Cleveland Cavaliers | 25  | 25  | 28,9 | 44,7 | 0,0  | 59,7 | 13,5  | 2,6 | 1,6 | 1,2 | 17,8 |
| 2020-2021 | L.A. Lakers         | 21  | 21  | 24,8 | 53,1 | -    | 60,5 | 10,2  | 1,4 | 1,1 | 1,0 | 11,9 |
| 2021-2022 | Philadelphia 76ers  | 49  | 12  | 18,4 | 53,8 | 0,0  | 51,2 | 8,8   | 2,0 | 1,1 | 0,9 | 6,1  |
| 2021-2022 | Brooklyn Nets       | 24  | 24  | 22,3 | 61,0 | 0,0  | 53,7 | 10,3  | 1,4 | 0,9 | 1,0 | 11,8 |
| 2022-2023 | Chicago Bulls       | 67  | 0   | 12,7 | 60,6 | 0,0  | 53,6 | 6,6   | 0,5 | 0,7 | 0,4 | 6,0  |
| 2023-2024 | Chicago Bulls       | 79  | 10  | 17,1 | 55,6 | 0,0  | 59,2 | 9,0   | 0,5 | 0,9 | 0,6 | 8,4  |
| 2024-2025 | Philadelphia 76ers  | 40  | 23  | 18,8 | 50,0 | 15,0 | 62,2 | 7,8   | 0,9 | 1,0 | 0,5 | 7,3  |
| Carriera  | Carriera            | 904 | 663 | 26,8 | 54,2 | 12,9 | 48,6 | 12,1  | 1,2 | 1,3 | 1,3 | 12,5 |
| All-Star  | All-Star            | 2   | 0   | 18,0 | 83,3 | 0,0  | -    | 8,0   | 0,0 | 1,0 | 0,5 | 15,0 |

#### Play-off
| Anno     | Squadra         | PG | PT | MP   | TC%  | 3P% | TL%  | RP    | AP  | PRP | SP  | PP   |
| -------- | --------------- | -- | -- | ---- | ---- | --- | ---- | ----- | --- | --- | --- | ---- |
| 2016     | Detroit Pistons | 4  | 4  | 32,8 | 51,9 | 0,0 | 32,4 | 9,0   | 0,0 | 0,3 | 1,5 | 16,8 |
| 2019     | Detroit Pistons | 4  | 4  | 31,8 | 44,4 | 0,0 | 42,9 | 13,0* | 2,3 | 1,5 | 1,3 | 14,3 |
| 2021     | L.A. Lakers     | 5  | 5  | 21,0 | 44,7 | -   | 59,7 | 10,0  | 0,0 | 0,0 | 0,8 | 9,0  |
| 2022     | Brooklyn Nets   | 4  | 4  | 14,8 | 54,5 | -   | 60,0 | 3,0   | 0,8 | 1,3 | 0,8 | 3,8  |
| Carriera | Carriera        | 17 | 17 | 24,9 | 51,0 | 0,0 | 42,9 | 9,1   | 0,7 | 0,9 | 1,0 | 10,8 |

#### Massimi in carriera
- Massimo di punti: 33 (2 volte)[32]
- Massimo di rimbalzi: 29 vs Indiana Pacers (3 novembre 2015)
- Massimo di assist: 8 (3 volte)
- Massimo di palle rubate: 6 (3 volte)
- Massimo di stoppate: 7 vs Sacramento Kings (10 gennaio 2017)
- Massimo di minuti giocati: 54 vs Chicago Bulls (18 dicembre 2015)

## Palmarès
- NBA All-Rookie Second Team: 2013
- MVP dell' NBA Rising Starr Challenge: 2014
- Convocazioni all'NBA All-Star Game: 2

2016, 2018
- Miglior rimbalzista NBA: 4

2016, 2018, 2019, 2020
- 6 volte maggior numero di rimbalzi offensivi in stagione NBA
- 4 volte maggior numero di rimbalzi totali in stagione NBA
- 3 volte maggior numero di rimbalzi difensivi in stagione NBA
- All-NBA Team: 1
  - Third Team: 2016
- Trentaduesimo miglior rimbalzista di sempre NBA